# Netřebice (Český Krumlov-i járás)
Netřebice település Csehországban, a Český Krumlov-i járásban. Netřebice Svatý Jan nad Malší, Zvíkov, Zubčice, Velešín, Střítež, Věžovatá Pláně és Kaplice településekkel határos. Lakosainak száma 463 fő (2024. január 1.).

## Népesség
A település lakosságának változását az alábbi diagram mutatja:
| Lakosok száma | 738  | 833  | 862  | 654  | 477  | 440  | 459  | 464  | 463  | 463  |
|               | 1869 | 1890 | 1921 | 1950 | 1980 | 2001 | 2017 | 2019 | 2022 | 2024 |